# Polina Osetinskaya
Polina Osetinskaya (en russe : Полина Олеговна Осетинская, née le 11 décembre 1975 à Moscou) est une pianiste russe. Elle a été lauréate du prix des jeunes musiciens Triumph.

## Biographie
Polina Osetinskaya commence à jouer à l'âge de cinq ans. À six ans elle se produit pour la première fois sur scène. En 1982 elle entre à l'École centrale de musique de Moscou. Elle donne son premier concert comme soliste en 1983 à Moscou. À l'âge de huit ans elle joue le concerto en ré mineur de Jean-Sébastien Bach (transposé pour deux clavecins) avec l'orchestre de chambre de Lituanie dirigé par Saulius Sondeckis. 
En 1987 à 11 ans, elle fait ses débuts dans la grande salle du Conservatoire Tchaïkovski de Moscou. Elle joue le Concerto pour piano no 23 de Mozart avec l'orchestre de chambre dirigé par Georgi Vetvitski.
Elle poursuit sa formation musicale au lycée musical de Saint-Pétersbourg où elle a comme professeur Marina Benjamina Wolf. En 1998, Ossetinskaya est externe auprès du Conservatoire Rimski-Korsakov de Saint-Pétersbourg. En 2000, elle termine une formation au  Conservatoire Tchaïkovski de Moscou avec comme professeur Vera Gornostayeva (en).

## Concerts

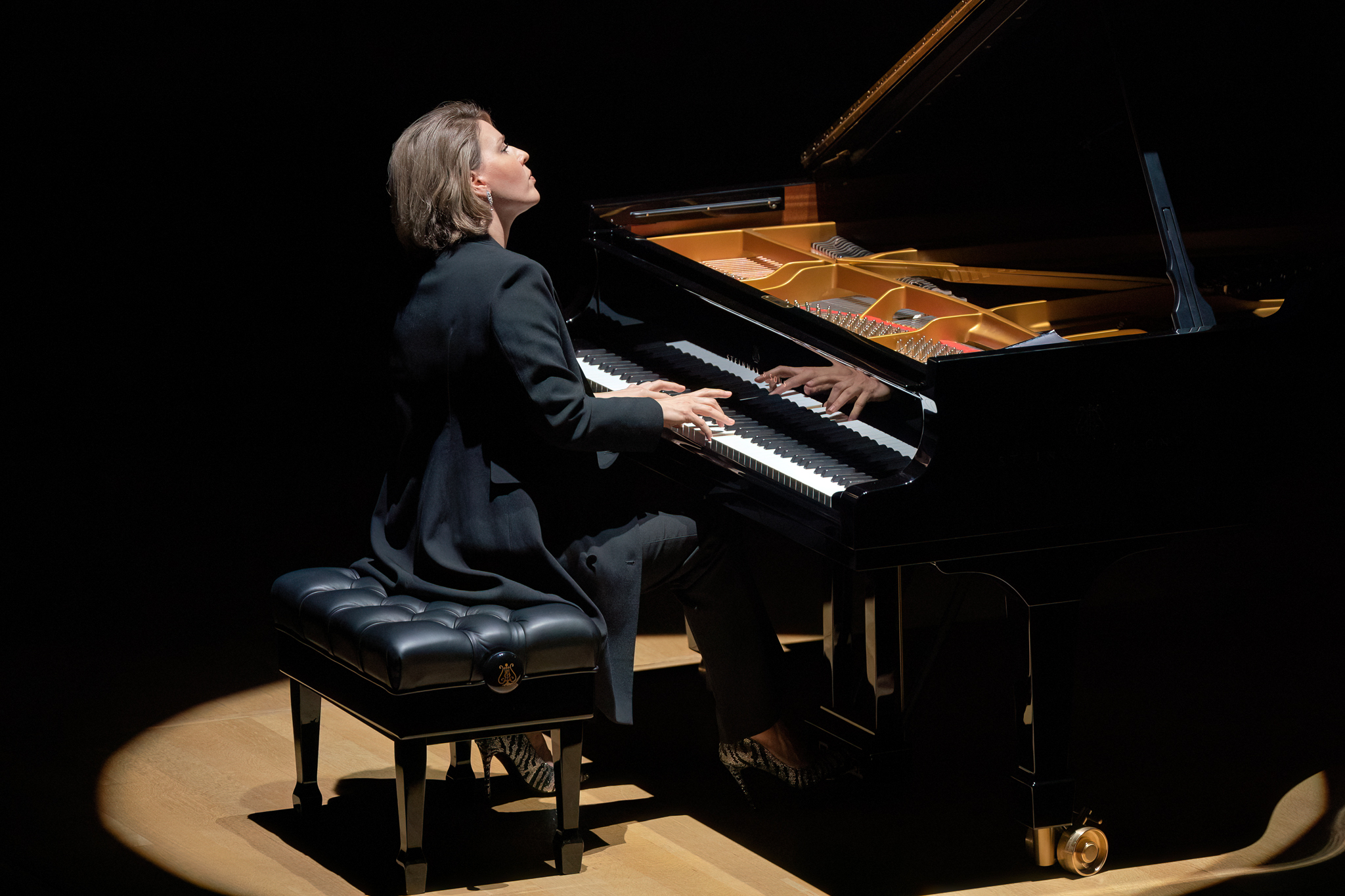
Polina Osetinskaya est en tournée avec ses chefs-d'œuvre baroques. La soirée d'ouverture se déroulait à Toronto

Elle donne ensuite des concerts en Russie et à l'étranger, comme soliste ou avec de grands orchestres russes et étrangers. Osetinskaya aime jouer dans des ensembles et participer à des projets musicaux avec d'autres musiciens. Elle présente au public des programmes dans lesquels, à côté d'œuvres classiques, elle propose des œuvres d'auteurs contemporains  d'avant-garde tels que : Valentyn Sylvestrov, Leonid Desyatnikov, Arvo Pärt, Vladimir Martynov, Pavel Karmanov (en), Georgs Pelēcis. 
Polina Osetinskaya prend part à de nombreux festival internationaux prestigieux  tels que le Festival de Wallonie 
(Bruxelles, le Mainly festival Mozart (San Diego Californie) , les Soirées de décembre (Moscou), le Festival Crescendo (Pskov), le festival Étoiles du Baïkal (Irkoutsk, le festival Diaghilevski (Perm), le festival Piano contemporain Liki (Théâtre Mariinsky) et le festival Étoiles des nuits blanches (Saint-Pétersbourg).
Au festival  Diaghilevski et dans d'autres lieux de spectacles sur scène, Osetinskaya a présenté plusieurs projets musicaux intéressants en commun avec d'autres artistes tels que : le violoniste  Maxime Venguerov, le pianiste Alekseï Goribol, le compositeur et pianiste  Anton Batagov, l'actrice de cinéma et théâtre Ksenia Rappoport.
Osetinskaya a joué avec des chefs d'orchestre tels que : Tugan Sokhiev, Alexander Sladkovsky (en),  Vassili Sinaïski, Teodor Currentzis, Saulius Sondeckis, Thomas Sanderling, Dmitri Sitkovetsky. Elle a édité sous de nombreux labels tels que : Sony Music, Naxos, Bel Air, Quartz et. 
Elle a également écrit un récit autobiographique qui est devenu un best-seller : Adieu tristesse (en russe, Prochaï 
groust). Elle y décrit les circonstances inhabituelles de son enfance et son évolution difficile comme musicienne par la suite.

## Activités sociales
La pianiste a également créé et dirige le Centre de soutien de la santé des musiciens professionnels Polina Osetinskaya, qui aide les musiciens et les professionnels du spectacle à résoudre leurs problèmes liés aux caractéristiques de leurs professions, telles que ceux qui concernent les mains, les muscles, le stress sur scène et d'autres encore.
Osetinskaya s'occupe également d'autres activités caritatives comme le fond oxygène qui aide les patients atteints de  mucoviscidose.

## Prise de position
Selon la Novaïa Gazeta, la pianiste a exprimé sur son compte Instagram son soutien à l’Ukraine dès le premier jour de la guerre, évoquant « la honte et le dégoût », « un jour noir de l’histoire ».

## Discographie
- Rachmaninov (Préludes) et Prokofiev (Sonate no 8) - Polina Osetinskaya, piano (2000, Melodiya) (OCLC 1048262925)
- Hummel et Field, Concertos pour piano - Polina Osetinskaya, piano (5 février 2001, Bel Air Music) (OCLC 80759461)
- Chostakovitch, 24 préludes op. 34 - Polina Osetinskaya, piano (2005, Antrop ATR 05289)
- Rota (musique pour Casanova, 15 préludes) et Desyatnikov (Nachklange aus dem Theater ; Giselle Obsession…) Polina Osetinskaya, piano (28-30 avril 2013, Quartz) (OCLC 1021887306)
- Lullabies (berceuses) : Respighi, Chopin, Rachmaninov, Liszt, Debussy, Schumann… - Polina Osetinskaya, piano (2015, Quartz) (OCLC 938694485)
- Sergey Akhunov, Sketches ; Sonate en mémoire de DSCH - Polina Osetinskaya, piano ; Ilya Hoffman, alto (31 mai-4 mai 2016, Fancymusic)
- Tchaïkovski, Les Saisons et Album pour les enfants - Polina Osetinskaya, piano (2017, Melodiya) (OCLC 1007726402)
- Bach et Scarlatti : Sonates K. 32, 87, 98, 141 et 377 - Polina Osetinskaya, piano (2019, Melodiya)